# Rautavesi (Hartola)
Pour les articles homonymes, voir Rautavesi.
Le Rautavesi est un lac de taille moyenne en Finlande.

## Présentation
Le Rautavesi est situé à Hartola et Joutsa, dans les régions de Finlande centrale et du Päijät-Häme. 
L'eau s'écoule dans le lac Jääsjärvi par l'Angesselkä.
Le lac est situé à proximité de la valtatie 4, a environ 10 km au sud de Joutsa.